# Олішевська Юлія Анатоліївна
Юлія Олішевська (2 лютого 1989) — українська легкоатлетка, спринтерка, чемпіонка Європи.
Золото континентальної першості Олішевська виборола в естафеті 4x400 метрів на чемпіонаті Європи 2012 у Гельсінкі разом із Ольгою Земляк, Наталею Пигидою та Аліною Логвиненко.

### Виступи на Олімпіадах
| Олімпіада | Дисципліна | Результат | Місце |
| Ріо 2016  | Біг 400 м  | 52,45     | 34    |

## Особисті рекорди
- 200 м — 24,28 — Вінниця 16/08/2011
- 400 м — 51,68 — Ялта 13/06/2012
- 400 м (у залі) — 53,24 — Суми 17/02/2012